# Mieczysław Derejski
Mieczysław Derejski (ur. 1 stycznia 1916 w Jerzmanowicach) – polski polityk, poseł na Sejm PRL VII i VIII kadencji.

## Życiorys
W lutym 1945 został kierownikiem oddziału rolnego w Powiatowym Urzędzie Ziemskim w Olkuszu. W kwietniu tego samego roku został kierownikiem Powiatowego Biura Rolnego w Olkuszu, potem pełnił tę funkcję w Starachowicach. W 1946 zasiadł w prezydium Powiatowej Rady Narodowej w Kielcach, a w 1954 został przewodniczącym prezydium PRN w Starachowicach. W 1953 uzyskał tytuł zawodowy inżyniera rolnika w Szkole Głównej Gospodarstwa Wiejskiego w Warszawie. W 1964 objął funkcję zastępcy przewodniczącego Wojewódzkiej RN w Kielcach. W czerwcu 1972 został prezesem Wojewódzkiego Komitetu Zjednoczonego Stronnictwa Ludowego. Zasiadał też w Naczelnym Komitecie tej partii. W 1976 uzyskał mandat posła na Sejm PRL VII kadencji w okręgu Kielce. Zasiadał w Komisji Przemysłu Ciężkiego, Maszynowego i Hutnictwa. W 1980 uzyskał reelekcję z okręgu Skarżysko-Kamienna. Zasiadał w Komisji Przemysłu Ciężkiego, Maszynowego i Hutnictwa, Komisji Komunikacji i Łączności oraz w Komisji Przemysłu.

## Odznaczenia
- Medal "Za zasługi dla ruchu ludowego" (1984)[1]